# Le Bas Ségala
Le Bas-Ségala – gmina we Francji, w regionie Oksytania, w departamencie Aveyron. Została utworzona 1 stycznia 2016 roku z połączenia trzech wcześniejszych gmin: La Bastide-l’Évêque, Saint-Salvadou oraz Vabre-Tizac. Siedzibą gminy została miejscowość La Bastide-l’Évêque. W 2013 roku populacja wyżej wymienionych gmin wynosiła 1638 mieszkańców.

## Zabytki
Zabytki posiadające status monument historique:
- zamek Réquista (fr. Château de Réquista) w osadzie Cabanes
- krzyż Bleyssoles (fr. Croix de Bleyssoles) w Vabre-Tizac